# Don’t Call Me Angel
«Don’t Call Me Angel» (с англ. — «Не называй меня ангелом») — песня, записанная американскими певицами Арианой Гранде, Майли Сайрус и Ланой Дель Рей в качестве лид-сингла саундтрека к фильму «Ангелы Чарли». Как сингл песня была выпущена 13 сентября на лейбле Republic Records. Музыкальное видео, снятое Ханной Люкс Дэвис, вышло в тот же день.

## История
27 июня 2019 года было анонсировано, что Ариана Гранде, Майли Сайрус и Лана Дель Рей совместно работают над песней, которая станет основной темой для нового фильма 2019 года «Ангелы Чарли», третьего полнометражного фильма одноимённой медиафраншизы. Среди авторов песни Альма-София Миеттинен, Ариана Гранде, Илья Саламанзаде, Лана Дель Рей, Макс Мартин, Майли Сайрус, Саван Котеча.

## Музыкальное видео
Музыкальное видео, снятое в июле 2019 года Ханной Люкс Дэвис, вышло 13 сентября одновременно с выходом сингла. Историческое 35-комнатное здание в итальянском стиле «Вилла де Леон» (Малибу, Калифорния), ставшее популярным местом для съемок (здесь снимали свои клипы Бейонсе, Бритни Спирс и Леди Гага), использовалось и для этого видео благодаря его узнаваемым интерьером и парадной лестнице, внутренним декоративным железным дверям, фойе и внешним балюстрадам. Певицы играют роль шпионок, которые ведут борьбу с различными преступниками. В финале появилась американская актриса и режиссёр Элизабет Бэнкс, которая сыграла роль Сьюзен Босли, руководителя «Ангелов Чарли» (она же режиссёр этого фильма).

## Участники записи
По данным сервиса Tidal.
- Ариана Гранде — вокал, автор
- Майли Сайрус — вокал, автор
- Лана Дель Рей — вокал, автор
- Илья Саламанзаде — продюсер, автор, бас-гитара, ударные, клавишные
- Макс Мартин — продюсер, автор, бас-гитара, ударные, клавишные
- Альма-София Миеттинен — автор
- Саван Котеча[англ.] — автор
- Кори Байс — звукозапись
- Джереми Лертола — звукозапись
- Сэм Холланд — звукозапись
- Джон Хейнс — микширование
- Сербан Генеа — микширование

## Чарты
| Чарт (2019)                                | Высшая позиция |
| ------------------------------------------ | -------------- |
| Австралия (ARIA)                           | 4              |
| Бельгия/Фландрия (Ultratop 50)             | 29             |
| Бельгия/Валлония (Ultratip Bubbling Under) | 16             |
| Чехия (Singles Digitál Top 100)            | 3              |
| Финляндия (Suomen virallinen lista)        | 10             |
| Франция (SNEP)                             | 64             |
| Германия (GfK)                             | 11             |
| Греция (IFPI Greece)                       | 1              |
| Ирландия (IRMA)                            | 2              |
| Италия (FIMI)                              | 39             |
| Нидерланды (Dutch Top 40)                  | 37             |
| Нидерланды (Single Top 100)                | 27             |
| Новая Зеландия (Recorded Music NZ)         | 6              |
| Норвегия (VG-lista)                        | 13             |
| Шотландия (OCC Scotland)                   | 1              |
| Словакия (Singles Digitál Top 100)         | 3              |
| Швеция (Sverigetopplistan)                 | 25             |
| Швейцария (Schweizer Hitparade)            | 4              |
| Великобритания (OCC UK Singles)            | 2              |
| США (Billboard Hot 100)                    | 13             |
| США (Billboard Adult Pop Airplay)          | 37             |
| США (Billboard Dance Club Songs)           | 38             |
| США (Billboard Pop Airplay)                | 22             |
| США Rolling Stone 100                      | 7              |

## Сертификация
| Регион | Сертификация | Продажи |
| --- | ------------ | ------- |
| Австралия (ARIA) | Золотой      | 35 000  |
| Бразилия (ABPD) | Платиновый   | 40 000  |
| Канада (Music Canada) | Золотой      | 40 000  |
| Великобритания (BPI) | Серебряный   | 200 000 |
| * Данные о продажах приведены только на основе сертификации. ^ Данные о тиражах приведены только на основе сертификации. |              |         |

## История выхода
| Регион | Дата             | Формат                             | Лейбл    | Ссылка |
| ------ | ---------------- | ---------------------------------- | -------- | ------ |
| Разные | 13 сентября 2019 | Цифровые загрузки стриминг         | Republic | [ 37 ] |
| США    | 16 сентября 2019 | Радио ( Hot adult contemporary )   | Republic | [ 38 ] |
| США    | 17 сентября 2019 | Радио ( Contemporary hit radio )   | Republic | [ 39 ] |
| США    | январь 2020      | 7" 12" CD 12" picture disc кассета | Republic | [ 40 ] |